# Матич, Алекса
А́лекса Ма́тич (серб. Алекса Матић; род. 20 сентября 2002, Нови-Сад) — сербский футболист, полузащитник клуба «Стабек».

## Карьера

### «Графичар»
Воспитанник футбольной академии сербского клуба «Воеводина». В августе 2017 года перебрался в структуру «Црвена звезды», где продолжил выступать на юношеском уровне. В июле 2020 года на правах арендного соглашения присоединился к сербскому клубу «Графичар». Дебютировал за клуб  12 сентября 2020 года в матче против клуба «Раднички», выйдя на поле в стартовом составе. Дебютным забитым голом за клуб отличился 8 апреля 2021 года в матче против «Лозницы». По итогу сезона вместе с клубом завершил чемпионат на итоговом седьмом месте в турнирной таблице. Также выступал за юношескую команду клуба в возрастной категории до 19 лет. В июле 2021 года «Графичар» продлил арендное соглашение с футболистом ещё на сезон. Всего за клуб успел отличиться 2 забитыми голами во всех сезонах.

### «Минск»
В июле 2022 года появилась информация, что футболист близок к переходу в минское «Динамо». Однако в скором времени сообщили, что серб присоединился к белорусскому «Минску». Официально присоединился к столичному клубу 5 августа 2022 года, подписав контракт до конца сезона. Дебютировал за клуб 7 августа 2022 года в матче против минского «Динамо», выйдя на поле в стартовом составе, также отличившись своей дебютной голевой передачей. По итогу сезона вместе с клубом завершил чемпионат на итоговом шестом месте в турнирной таблице. На протяжении сезона выступал за минский клуб в роли одного из ключевых игроков, успев отличиться 3 голевыми передачами. В декабре 2022 года покинул белорусский клуб в связи с окончанием срока действия контракта.

### «Вождовац»
В декабре 2022 года на правах свободного агента присоединился к сербскому клубу «Вождовац», подписав трёхлетний контракт.  Дебютировал за клуб 4 февраля 2023 года в матче против крагуевацкого клуба «Раднички», выйдя на поле в стартовом составе. Первым результативным действием за клуб отличился 12 марта 2023 года в матче против нишского клуба «Раднички», отдав голевую передачу. По итогу дебютного сезона вместе с клубом завершил чемпионат на итоговом седьмом месте. Всего за сезон отличился своей единственной голевой передачей. В следующем сезоне продолжал выступать за клуб в роли одного из ключевых игроков, однако завершил чемпионат на итоговом предпоследнем месте, вылетев в Первую лигу. Первые матчи в августе 2024 года начинал с капитанской повязкой.

### «Стабек»
В августе 2024 года перешёл в норвежский клуб «Стабек», подписав контракт до конца 2027 года. Дебютировал за клуб 1 сентября 2024 года в матче против клуба «Брюне», выйдя на замену на 64 минуте. Дебютными забитыми голами за клуб отличился 28 сентября 2024 года в матче против клуба «Согндал», оформив дубль. В октябре 2024 года получил травму и выбыл из распоряжения клуба на длительный срок. По итогу сезона вместе с клубом завершил чемпионат на итоговом седьмом месте в турнирной таблице. Всего за сезон отличился 3 забитыми голами. Первую половину сезона 2025 года продолжал восстанавливаться от травмы. В мае 2025 года отправился выступать за вторую команду клуба, в скором времени вернувшись и в основной состав.

## Международная карьера
Принимал участие в юношеских сборных Сербии до 16, до 17 и до 19 лет. В сентябре 2023 года футболист получил вызов в молодёжную сборную Сербии для участия в квалификационных матчах молодёжного чемпионата Европы. Дебютировал за сборную 12 сентября 2023 года в матче против сборной Азербайджана.